# 稲村坦元
稲村 坦元（いなむら たんげん、1893年4月19日 - 1988年4月17日）は、日本の曹洞宗僧、郷土史家。東京都、埼玉県において文化財の調査保護に携わる傍ら、埼玉郷土会を設立。自治体史の編纂にも関わり、埼玉県の郷土史研究を主導した。晩年は永平寺副監院、埼玉県郷土文化会名誉会長。

## 来歴
明治26年、福井県大野郡大野町に石川安兵衛の三男として生まれる。幼名は桃太。なお、戸籍上は6月1日となっている。1903年8月、大野町洞雲寺大洞慧全の下で出家した。後に岐阜県八幡町悟竹院で稲村活元の法を嗣いだ。
1912年3月、福井県立大野中学校（福井県立大野高等学校）を卒業。上京して本郷区菊坂町長泉寺に仮寓し、曹洞宗第一中学林（世田谷学園中学校・高等学校）補習科を経て、曹洞宗大学（現：駒澤大学）で山田孝道、大森禅戒に学ぶ。一年病気休学を経て、1918年7月に大学卒業 後、曹洞宗研究生に任じられ、東京帝国大学史料編纂官補鷲尾順敬に仏教史を学び、山陰、九州で曹洞宗史関連史料を調査した。
1919年の史蹟名勝天然紀念物保存法を受け、東京府史蹟保存調査嘱託となった。1924年4月、柴田常恵、後藤守一等とともに町田市高ヶ坂石器時代遺跡を調査した。1926年7月、矢吹活禅と史跡名勝天然記念物保存協会を再建した。1927年10月、東京府東村山村の正福寺に中世建立の地蔵堂を発見し、田辺泰等と調査した。
1928年『埼玉県史』編纂主事に就任。1929年5月、埼玉県立図書館内に埼玉郷土会を立ち上げ、機関誌『埼玉史談』を創刊し、また柴田常恵と共に『埼玉叢書』を刊行した。6月、岩淵町赤羽町より埼玉県浦和市岸町二丁目415番地（さいたま市浦和区岸町七丁目7番17号）に転居した。
戦時中は、金属類回収令に伴い東京都、埼玉県内寺社蔵重宝の回収免除、都内重要美術品の疎開に尽力し、戦後は一転してGHQの刀剣回収に対し調査を行った。
1956年7月、東京都の都下、三宅島、御蔵島の文化財調査に従事した。1964年3月東京都教育庁を退職。5月より東京都立日比谷図書館で渡辺刀水旧蔵名家書簡を調査した。
1970年4月、埼玉県立熊谷図書館が設立されると、蔵書約1,200冊を寄贈し「稲村文庫」とされた。
1984年、川越市小沢家依頼により貴族院議員小沢武雄の事蹟を調査したのが最後の仕事であった。1985年6月24日、脳血栓により青木医院に入院。右片麻痺、言語障害を患う中リハビリに励んだが、1988年4月17日午後6時、同病院で死去した。墓所は原山の公営墓地。

## 略歴
- 1921年2月 - 東京府内務部学務兵事課史蹟保存調査嘱託[1]
- 1923年頃 - 武蔵野会幹事[1]
- 1926年 - 曹洞宗宗典史料編纂委員[8]
- 1926年 - 千葉県君津郡天神山村見性寺住職[1]
- 1928年4月 - 『埼玉県史』編纂主事[1]
- 1943年6月 - 埼玉県史蹟名勝天然記念物調査委員[1]
- 1946年3月 - 文部省重要美術品調査員[1]
- 1946年5月 - 埼玉県重要美術品調査員[1]
- 1948年2月 - 埼玉県水害誌編纂委員会幹事[9]
- 1948年9月 - 文部省近世庶民史料地方調査員[1]
- 1950年12月 - 埼玉県郷土文化会会長[1]
- 1953年6月 - 埼玉県文化団体連合会教養部長[1]
- 1957年4月 - 埼玉県文化財保護審議委員[10]
- 1958年6月 - 東京都文化財専門委員[1]
- 1966年2月 - 曹洞宗大本山永平寺副監院[1]
- 1981年8月 - 埼玉県郷土文化会名誉会長[1]

## 表彰
- 1936年11月 - 史蹟名勝天然紀念物保存協会設立25周年文部大臣地方功労者[1]
- 1943年6月 - 埼玉県教育会教学文化功労者[1]
- 1952年11月 - 埼玉県教育委員会教学文化功労者[1]
- 1960年11月 - 文化財保護法施行10周年記念功労者（東京都推薦）[1]
- 1961年10月 - 埼玉県神社庁設立15周年記念功労者[1]
- 1963年11月 - 埼玉新聞社埼玉文化賞芸術賞[11]
- 1966年11月 - 勲四等瑞宝章[12]

## 主な著書
- 後藤守一、田辺泰共編『東京府史蹟名勝天然紀念物調査報告書』第5冊「府下に於ける重要なる史蹟」、東京府、昭和2年3月
- 後藤守一、田辺泰共編『東京府史蹟保存物調査報告書』第6冊「府下に於ける重要なる史蹟並国宝特別保護建造物」、東京府、昭和4年2月
- 柴田常恵共編『埼玉叢書』三明社、昭和4年 -
- 岡田有邦、宮田啓温共編『東京府史蹟調査報告書』第7冊「名家墓所」、東京府、昭和5年3月
- 『青石塔婆』＜日本考古図録大成13＞、日東書院、昭和6年7月
- 『板碑』墳墓篇＜仏教考古学講座5＞、雄山閣出版、昭和11年9月
- 谷口撃電共編『南朝悲史新田精神再検討 三たび議会に討議された教科書問題』、新田精神普及会、昭和14年11月
- 『新田氏勤王事蹟に関する遺跡遺物に就いて』、大政翼賛会東京支部、昭和18年6月
- 韮塚一三郎共編『下忍村史』、埼玉県下忍村史編纂委員会、昭和26年11月
- 韮塚一三郎共編『桶川町史』、埼玉県桶川町、昭和30年3月
- 豊島寛彰共編『東京の史蹟と文化財』、光の友社、昭和30年4月
- 『武蔵野の青石塔婆』、埼玉県郷土文化会、昭和34年10月
- 『武蔵史料銘記集』、東京堂出版、昭和41年
- 大久保道舟共編『禅苑墨華』、国書刊行会、昭和49年
- 『新纂曹洞宗布教叢書』、国書刊行会、昭和50年
- 『埼玉県通史』、歴史図書社、昭和53年
- 稲村徹元編『武蔵における社寺と古文化 稲村坦元論文集』、さきたま出版会、平成11年

## 家族
先祖は林氏を名乗り、幕末に教願寺の僧に従って美濃国から大野城下に移ったという。
- 父：石川安兵衛 - 1911年11月23日71歳で死去[1]。
- 母：石川こま - 旧姓杉若、1933年12月9日83歳で死去[1]。
  - 兄：石川安吉 - 仙台市老舗菓子店玉沢に勤務[7]。
- 妻：稲村清 - 旧姓不破、大正13年4月結婚[7]。
- 養子：稲村徹元 - 石川安吉の三男、初名は清[7]。書誌学者。